# François Théry-Falligan
Pour les articles homonymes, voir Théry.
François-Bonaventure Théry dit François Théry-Falligan, né le 25 mai 1738 à  Bouchain  (Flandre française) et décédé le 4 juin 1816 à Lille (Nord), est un homme politique français.

## Biographie
François Bonaventure Théry est le fils de Louis Terry (1711-1784) et de Marie Jeanne Pottier. Il est l'époux de Pélagie Falligan. 
Négociant en mercerie, il est conseiller municipal, puis maire de Lille de 1799 à 1800, conseiller général et conseiller de préfecture du Nord.
Son petit-fils, Antoine Théry (1807-1896), fut député puis sénateur du Nord au début de la IIIe République.

## Mandats
- président de la garde nationale de Lille (1792-1794)
- conseiller municipal de Lille (1790-1799)
- maire de Lille (1799-1800)
- conseiller général du Nord (1800-1802) (il est remplacé par le citoyen Mortier père propriétaire au Cateau [3].
- conseiller de préfecture du Nord (1802-1816)

## Sources
- Albert Croquez, Histoire de Lille, Raoust, 1935
- Généalogie de la famille Thery-Le-Clercq, Desclée De Brouwer, 1888
- Emmanuel Corfmat, Les desseins d'une famille exaltée (François Théry-Falligan, Antoine Théry, Antoine Théry fils): un destin digne des bouleversements de leur siècle, 1990
- Jean-Marie Mayeur, Alain Corbin, Arlette Schweitz, Les immortels du Sénat, 1875-1918: les cent seize inamovibles de la Troisième République, Publications de la Sorbonne, 1995

## Biographie